# Jasenovac
Jasenovac è un comune della regione di Sisak e della Moslavina in Croazia. Situato a pochi chilometri dal confine con la Bosnia ed Erzegovina, alla confluenza del fiume Una nella Sava, il suo nome in lingua croata significa "bosco di frassini", pianta che compare anche nello stemma della città.
Nel 2001 la municipalità contava 2 391 abitanti, circa il 30% in meno dell'ultimo censimento prima dello scoppio della guerra (3600 ab. nel 1991), e oltre il 60% della popolazione ha più di 60 anni. Attualmente il sindaco è Marija Mačković, dell'Unione Democratica Croata (HDZ). Il Consiglio comunale è formato da 15 membri, mentre Zoran Prpić è il presidente.
A circa 8 km, a Novska, passa l'autostrada Lubiana-Zagabria-Belgrado, che fa parte del corridoio paneuropeo X (Salisburgo-Salonicco). Nei pressi del paese, durante il periodo dello Stato Indipendente di Croazia (NDH), è stato costruito dagli Ustascia un campo di concentramento.